# Shabbat
Xabbat (en hebreu: שבת) és el primer tractat de l'ordre Moed de la Mixnà i el Talmud. Xabbat té 24 capítols, i tracta principalment sobre les lleis relacionades amb el Shabat, el dia de descans setmanal, i les 39 activitats prohibides durant el sàbat anomenades melakhot. El tractat Shabbat fa una distinció entre les prohibicions d'origen bíblic, i les prohibicions rabíniques, i tracta sobre els decrets rabínics que van ser creats per reforçar el concepte de descans del sàbat, i per mantenir la seva santedat especial. El tractat esmenta els articles que no es poden usar ni ser moguts durant el descans sabàtic. El tractat també tracta sobre temes com la prohibició de fer negocis o de discutir sobre afers prohibits durant el Shabat, i sobre les activitats que normalment es duen a terme durant la setmana, i que estan prohibides durant el descans sabàtic.